# Wojownik sprawiedliwości społecznej
Wojownik sprawiedliwości społecznej (ang. social justice warrior, SJW) – pejoratywne określenie osoby, która promuje postępowe społecznie poglądy, w tym feminizm, prawa obywatelskie i multikulturalizm. Oskarżenie, że ktoś jest SJW, niesie ze sobą implikację, że dąży do osobistej walidacji, a nie do zakorzenionych przekonań i angażuje się w nieszczere dyskusje.
Wyrażenie to powstało pod koniec XX wieku jako neutralne lub pozytywne określenie opisujące osoby zaangażowane w działalność na rzecz sprawiedliwości społecznej. W 2011 roku, gdy określenie to po raz pierwszy pojawiło się na Twitterze, zmieniło swoje zabarwienie z pozytywnego na zdecydowanie negatywne. W czasie kontrowersji wokół Gamergate coraz częściej pojawiało się negatywne skojarzenie, skierowane w szczególności do osób wyznających liberalizm społeczny, inkluzywność kulturową czy feminizm, a także poglądy uznawane za poprawne politycznie.

## Geneza
Od momentu pojawienia się w 1824 roku, termin „sprawiedliwość społeczna” odnosi się do sprawiedliwości na poziomie społecznym. Od początku lat 90. do początku lat 2000. określenie „wojownik sprawiedliwości społecznej” było używane jako określenie neutralne lub komplementarne, jak wtedy, gdy w artykule z „Montreal Gazette” z 1991 roku opisano działacza związkowego (Michel Chartrand) jako „quebeckiego nacjonalistę i wojownika o sprawiedliwość społeczną” (ang. Quebec nationalist and social-justice warrior).
Katherine Martin, szefowa amerykańskich słowników w Oxford University Press, powiedziała w 2015 roku, że „Wszystkie przykłady, które widziałam do tej pory, ubóstwiały tę osobę”.
Według Martin termin ten zmienił swoje znaczenie z przede wszystkim pozytywnego na negatywne około 2011 roku, kiedy to został po raz pierwszy użyty jako obraza na Twitterze. Negatywne użycie terminu stało się głównym nurtem (ang. mainstream) w związku z kontrowersjami wokół Gamergate w 2014 roku, pojawiając się jako określenie używane przez zwolenników Gamergate do opisania swoich ideologicznych przeciwników.
W kulturze internetowej i gier wideo termin ten jest szeroko związany z kontrowersjami wokół Gamergate i szerszą wojną kulturową, w tym z kampanią Sad Puppies w 2015 r., która rzekomo miała wpłynąć na przyznanie nagród Hugo.
Stosowanie tego określenia w znaczeniu pejoratywnym zostało spopularyzowane na takich stronach internetowych jak Reddit, 4chan i Twitter.

## Opis
Negatywne konotacje dotyczą przede wszystkim tych, którzy wyznają poglądy związane z progresywizmem, inkluzywnością kulturową czy feminizmem. Użycie to oznacza, że dana osoba angażuje się w nieszczere argumenty na rzecz sprawiedliwości społecznej lub aktywizm mający na celu podniesienie jej osobistej reputacji i przekonań. Allegra Ringo napisała w „Vice”, że „innymi słowy, SJW nie mają silnych zasad, ale udają. Problem w tym, że nie jest to prawdziwa kategoria ludzi. To po prostu sposób na zdyskredytowanie każdego, kto obnaża sprawiedliwość społeczną”.
Termin ten jest powszechnie używany przez uczestniczki i uczestników dyskusji internetowych w krytyce feminizmu. Scott Selisker, napisał w „New Literary History”, „[Uczestnicy Forów] często wygłaszają osobistą krytykę tego, co postrzegają jako typ osoby o charakterze wojownika o sprawiedliwość społeczną, czyli stereotyp feministki jako nierozsądnej, świętej, stronniczej i samozwańczej” (ang. [Forum participants] often make personal criticisms of what they see as a type: the 'social justice warrior,' i.e., the stereotype of the feminist as unreasonable, sanctimonious, biased, and self-aggrandizing.
W sierpniu 2015 roku określenie social justice warrior stało się jednym z kilku nowych słów i wyrażeń dodanych do Oxford Dictionaries. Martin stwierdziła, że postrzegana ortodoksyjność [postępowej polityki] wywołała odwrót wśród ludzi, którzy czują, że ich mowa jest kontrolowana.
Użycie tego określenia zostało opisane jako próba zdegradowania motywacji osoby oskarżonej o bycie SJW, co oznacza, że jej motywy są potrzebne „do osobistej walidacji, a nie z jakiegoś głęboko zakorzenionego przekonania”.